# Lvov
Lvov (ukrajinsko Львів, latinizirano: L’viv, ukrajinska izgovorjava: [ljʋiw], poljsko Lwów, latinsko Leopolis, nemško Lemberg) je največje mesto v zahodni Ukrajini in administrativno središče Lvovske oblasti ter Lvovskega rajona. Lvov je eno najpomembnejših ukrajinskih kulturnih središč. Mesto je poimenovano po Levu I., kralju Rutenije. 
V Lvovu se nahajata Lvovska univerza in Lvovska politehnika. Staro mestno jedro je vpisano na seznam svetovne dediščine UNESCO.
Lvov središče zgodovinske pokrajine Galicije in Rdeče Rutenije. Bil je prestolnica Gališko-volinske kneževine in kasneje regionalna prestolnica Rutenskega vojvodstva v Poljskem kraljestvu. Po prvi delitvi Poljske leta 1772 je postal prestolnica kraljestva Galicije in Lodomerije v Avstrijskem cesarstvu in kasneje Avstro-Ogrski. Po 1918 je bil kratek čas prestolnica Zahodne ukrajinske ljudske republike. V obdobju med dvema vojnema je bil središče Lvovskega vojvodstva v Drugi poljski republiki. Po nemško-sovjetski invaziji na Poljsko 1939 ga je anektirala Sovjetska zveza. Od 1991 je Lvov del samostojne Ukrajine.
Skozi zgodovino je bil Lvov tudi pomembno poljsko in judovsko kulturno središče. Med 1944 in 1946 je bilo prisilno izseljena večina poljskega prebivalstva, Judje pa so bili zdesetkani med Holokavstom.
Zgodovinsko središče mesta (Staro mestno jedro Lvova) je uvrščeno na seznam Unescove svetovne dediščine in je znano po s kockami tlakovanih ulicah in širokim naborom stavb renesanse, baroka, neoklasicizma ter art nouveau, ki so večinoma nedotaknjene preživele sovjetsko in nemško okupacijo med drugo svetovno vojno.
V Lvovu je bila ustanovljena unija pravoslavne in rimokatoliške cerkve na Poljskem. Po njeni prepovedi pod komunistično nadvlado se je ukrajinska grškokatoliška (uniatska) cerkev spet vzpostavila s sedežem v Lvovu v stolnici sv. Jurija, ki je ostala njeno dejansko kulturno središče, čeprav se je uradni sedež Cerkve leta 2005 preselil v prestolnico Kijev.
V Lvovu je tudi sedež rimskokatoliške nadškofije in metropolije (zdaj s šestimi sufraganskimi škofijami), ki je duhovno in dejansko središče rimokatoličanstva in poljske manjšine v Ukrajini.
Leta 2001 je imel 725.000 prebivalcev, od tega 88 % Ukrajincev, 9 % Rusov, 1 % Poljakov, 0,4 % Belorusov in 0,3 % Judov.